# Такехико Иноуе
Такехико Иноуе (јап. 井上 雄彦, Inoue Takehiko; Окучи, 12. јануар 1967) јапански је мангака, најпознатији по мангама Slam Dunk и Vagabond. Већина његових радова су о кошарци, чији је велики фан. Иноуе је 2012. године постао први добитник Азијске космополитске награде у категорији за културу.

## Рани живот и образовање
Иноуе је рођен у данашњој Иси, а од детињства је волео да црта. Током основне и средње школе, Иноуе се придружио кендо и кошаркашком клубу, у којем је постао капитен. Током своје треће године у средњој школи, Иноуе је ишао на летњи курс цртања у уметничкој припремној школи, са планом да упише уметнички универзитет, али такве школе су биле скупе, па се уписао на универзитет Кумамото близу свог родног града. Тамо је дипломирао књижевност. Његова пријава за Weekly Shōnen Jump је привукла пажњу уредника Таизоа Накамуре, и у двадесетој години Инуе напушта универзитет да би се преселио у Токио и наставио каријеру као мангака.

## Каријера
Пре свог дебија, Иноуе је био асистент Цукаси Хоју, радећи на његовој манги City Hunter. Дебитовао је 1988. године када се Purple Kaede појавио у Weekly Shōnen Jump−у. Освојио је 35. годишњу награду Тезука. Његова прва серијализација је била 1989. године, са мангом Chameleon Jail, за коју је био илустратор, док је причу написао Казукихо Ватанабе.
Иноуова права слава је дошла са његовом следећом мангом Slam Dunk, о кошаркашком тиму из средње школе Шокоху. Објављивала се у Weekly Shōnen Jump−у од 1990. до 1996. године. Продато је преко 170 милиона копија широм света. Године 1995. добила је 40. годишњу Шогакуканову награду за манге у категорији за шонен, а 2007. је проглашена за омиљену мангу Јапана. Slam Dunk је адаптирана у аниме од 101 епизоде и четири филма. Популарност манге је изазвала пораст интересовања за кошарку међу јапанском омладином, што је довело до тога да Иноуе и његов издавач Шуеиша креирају програм стипендија Slam Dunk 2006. године. Иноуе је добио похвалу Јапанске кошаркашке асоцијације за помоћ у популаризацији кошарке у земљи.
Иноуе је направио Buzzer Beater као онлајн мангу у мају 1996. године на сајту Sports-i ESPN. На званичном сајту постоје четири превода: јапански, енглески, кинески и корејски. Buzzer Beater је претворен у аниме од 13 епизода 2005. године.
Vagabond је била Иноуева следећа манга, заснована на фикционализованим извештајима Еџија Јошикаве, о самурају Мијамоту Мусашију, коју је почео да црта 1998. године. Серија је освојила Коданшину награду за манге у општој категорији 2000. године, и културолошку награду „Тезука Осаму” 2002. године, заједно са колегом мангаком Кентаром Мијуром.
У марту 2011. године. Иноуе је насликао будистичког великана Шинрана на дванаест паравана, за приказ у храму Хонганџи у Кјоту. Слике укључују Шинрана и Хонена како газе кроз воду са групом следбеника и слику Шинрана са птицом.
Иноуе је 2013. године објавио илустроване путописне мемоаре о животу и архитектури Антонија Гаудија под називом: Pepita: Takehiko Inoue Meets Gaudí, са детаљима о његовим размишљањима током путовања у Каталонију.
Године 2022. Иноуе је дебитовао као редитељ у аниме филмској адаптацији његове Slam Dunk манге, названом The First Slam Dunk. Иноуе је такође написао сценарио и причу за филм.

## Дела

### Манга
- (1989–1990)
- (1990–1996)
- (1996–1998)
- (1998–2015) (паузирано)
- (1999–данас)

### Остало
- (видео игра, 2006) − карактер дизајн
- (2013)